# Moa géant de l'île du Sud
Dinornis robustus
Espèce
Synonymes
- Dinornis ingens var. robustus (Owen, 1846)

Le moa géant de l'île du Sud (Dinornis robustus) est une espèce fossile d'oiseaux ratites de l'ordre des Struthioniformes ayant vécu au Pléistocène supérieur. Ces oiseaux étaient incapables de voler. Leur sternum est dépourvu de bréchet et ils possèdent aussi un palais distinctif. Ce moa géant vivait dans les basses terres couvertes d'arbustes, de dunes, d'herbes et de forêts dans l'île du Sud de la Nouvelle-Zélande.
L'origine de Dinornis robustus a longtemps été débattue car aucun pont continental n'a relié la Nouvelle-Zélande à d'autres terres depuis au moins le Crétacé. Ce sont donc, pense-t-on, des ratites volants qui parvinrent jusqu'aux régions sud du pays où les moas, n'ayant pas de prédateurs, devinrent ensuite géants et perdirent l'aptitude au vol in situ. Toutefois, ultérieurement, des rapaces parvinrent à leur tour en Nouvelle-Zélande et évoluèrent aussi vers le gigantisme, jusqu'à l'aigle géant de Haast qui devint un prédateur des moas.
C'est toutefois le débarquement des humains et de leurs animaux domestiques (notamment les chiens) sur Aotearoa (la « terre du long nuage blanc », nom maori de la Nouvelle-Zélande) qui, par le prélèvement des œufs, la destruction des nids et la chasse, mit un terme à l'existence de l'espèce (et de son prédateur l'aigle de Haast), éteinte aux environs du XVe siècle.

## Liste des espèces deDinornis

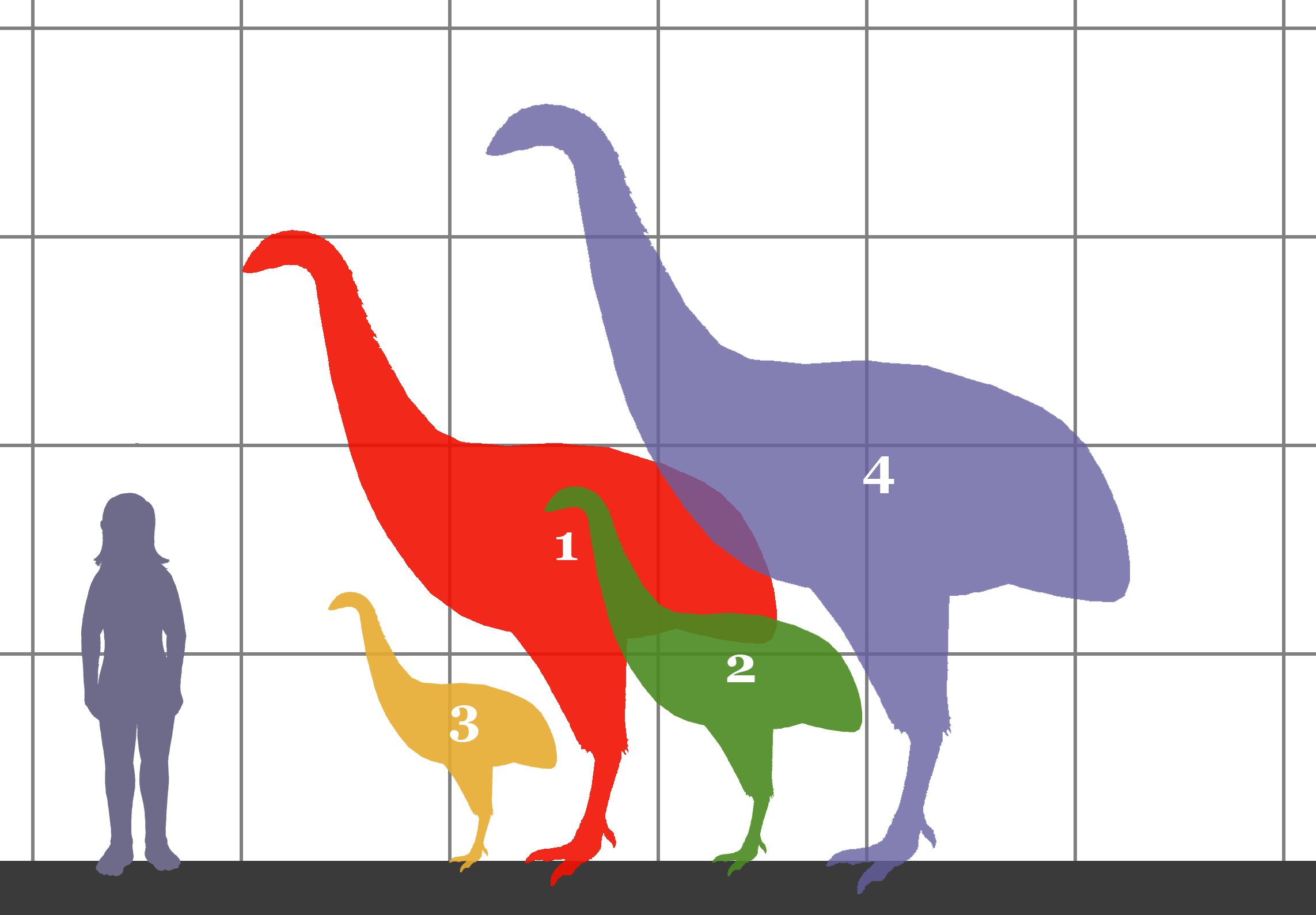
Taille des différentes espèces de Moa, 1. Dinornis novaezelandiae. 2. Emeus crassus. 3. Anomalopteryx didiformis. 4. Dinornis robustus.

En 2003, la recherche de marqueurs spécifiques au sexe sur l'ADN des os des différentes espèces de Dinornis a permis de démontrer que les spécimens  de l'ancienne espèce Dinornis struthioides étaient en fait les mâles de l'espèce Dinornis robustus. Il ne reste donc plus que deux espèces de Dinornis : Dinornis robustus et Dinornis novaezealandiae.

## Description
Le moa mesurait entre 2,5 et 3,5 m de haut (jusqu'à 4 m pour les plus grands mâles) et pesait entre 200 et 250 kg (jusqu'à 300 kg pour les plus gros mâles).

## Galerie d'images

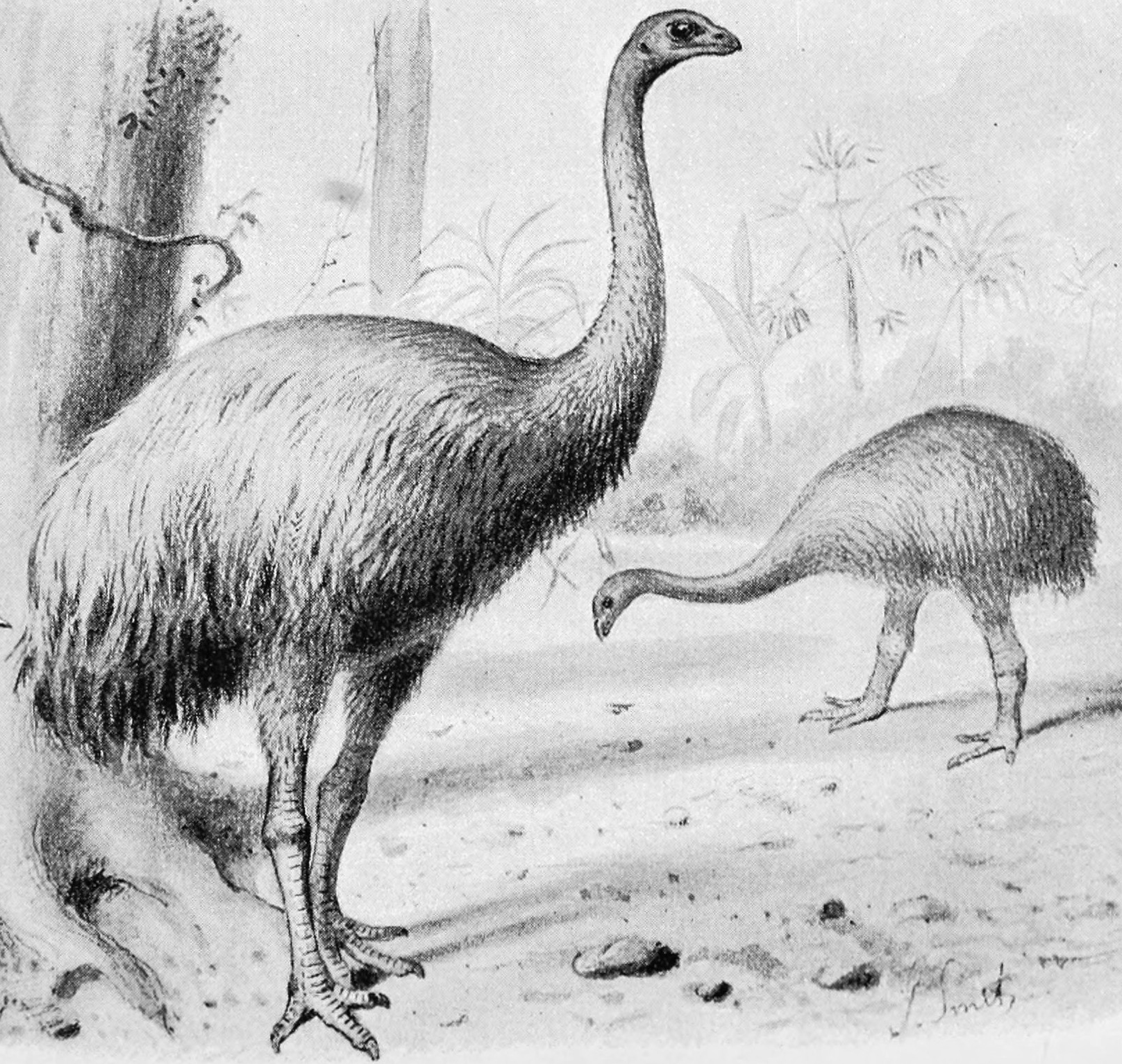
Dinornis robustus à l'avant-plan
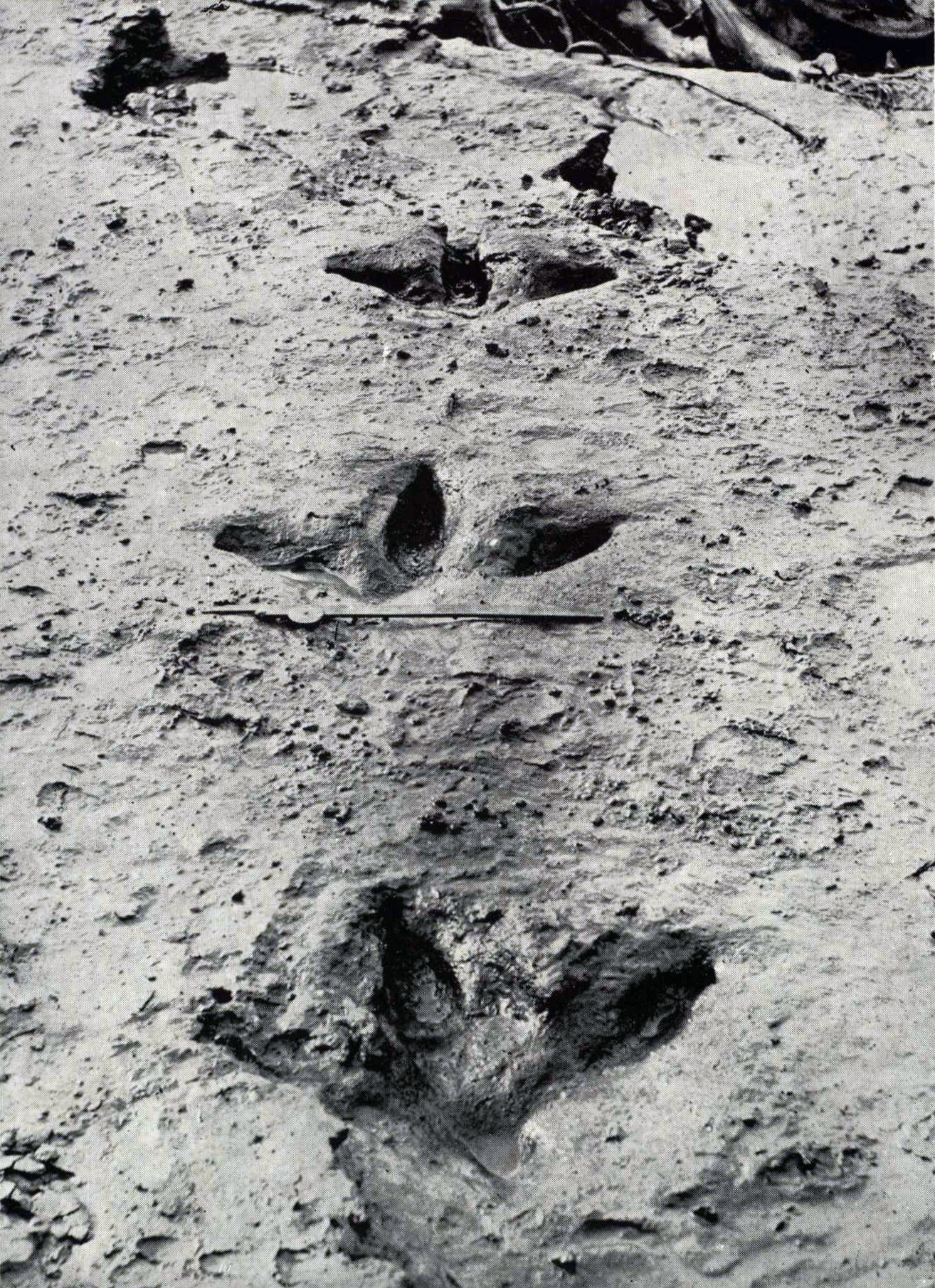
Empreintes de moa